# Tăcere – O fabulă
„Tăcere – O fabulă” (în engleză Silence – A Fable) este o povestire scrisă de Edgar Allan Poe și publicată în almanahul The Baltimore Book, A Christmas and New Year Present din 1837. Povestirea este mai mult un mit decât o fabulă.
Ascultătorul necunoscut îl aude pe demon, care îi relatează o poveste petrecută într-un ținut sumbru din Libia. Pe o stâncă stă un om maiestuos îmbrăcat în haine romane și face față încercărilor diavolului, care-i trimite provocări pentru a-l alunga de acolo. Omul îndură cu mult curaj orice adversitate și fuge numai după ce demonul îi trimite tăcerea absolută, făcând să amuțească întregul peisaj.
Edgar Allan Poe i-a scris într-o scrisoare lui James Russell Lowell, poet american notabil al acestei perioade:
„Viața mea a fost până acum un simplu capriciu - impuls - pasiune - dorință de singurătate - dispreț pentru tot ceea ce mă înconjoară - și dorință sinceră pentru viitor.”
O singurătate similară poate fi observat la romanul așezat pe o stâncă. În mit se menționează „un jalnic și întunecat ținut din Libia, pe malurile Zairului”. Libia se află în Africa de Nord și pe teritoriul său nu a curs niciodată în istoria modernă Zairul (numit acum Congo); statul nici nu s-a apropiat măcar de bazinul hidrografic al fluviului Zair, care trece prin Africa ecuatorială.

## Rezumat
Diavolul spune povestea unui ținut sumbru și necunoscut aflat pe malul râului Zair, unde nu este odihnă și nici tăcere. De o parte și de alta a apei se întinde un palid deșert de nuferi uriași, care suspină unul către altul în această singurătate. Pe malul râului, copacii bătrâni se leagănă, având la rădăcinile lor ciudate plante otrăvitoare. Nu este odihnă și nici tăcere.
În noapte, ploaia cădea și se transforma în sânge, atunci când ochii demonului s-au uitat la o stâncă, pe care era gravată inscripția DEZOLARE.
Demonul a privit în sus și a văzut pe stâncă un om nobil îmbrăcat într-o togă romană. Omul era căzut pe gânduri și se uita la pustiul din apropiere, iar pe fața lui se citea durerea, oboseala umanității și dorința de singurătate. Demonul a cerut hipopotamilor să vină la baza stâncii și să mugească înspăimântător către om, dar omul continua să rămână ferm pe stâncă.
Demonul a trimis apoi o furtună, dar omul nu s-a descurajat. Furios, demonul a blestemat apele, plantele, animalele, vântul și cerul cu tăcere. Totul a devenit atunci tăcut și pe stâncă a apărut inscripția TĂCERE.
Chipul omului s-a făcut deodată palid de groază. El a ascultat cu atenție, dacă nici un sunet nu s-a auzit în imensul deșert. Omul s-a înfiorat, s-a întors cu totul și a luat-o la fugă.
Autorul consideră acest mit ca fiind cel mai frumos dintre toate. Când diavolul și-a sfârșit povestea spusă în bezna mormântului, a început să râdă. Autorul nu a putut să râdă cu el și a fost blestemat de către demon. Iar din mormânt a ieșit linxul și s-a culcat la picioarele demonului și s-a uitat la fața sa.

## Istoricul publicării
Tăcere – O fabulă a fost publicată în anul 1837 în almanahul The Baltimore Book, A Christmas and New Year Present.  
Prima traducere în limba română a fost realizată de Pompiliu Păltănea (P.I.P.) și a fost publicată în anul 1907 sub titlul „Tăcere” în ziarul Viața literară și artistică (anul I, 1907, nr. 29, p. 233), fiind reeditată în Vieața Nouă, Epoca, Evenimentul și Tribuna poporului (toate în 1908). Povestirea a fost tradusă apoi de C. Cioflec  (publicată sub titlul „Tăcere” în revista Foaia ilustrată din Budapesta, anul II, 1909, nr. 23, pp. 1-2), de Nicolae Dașcovici (publicată sub titlul „Tăcere” în vol. Povestiri Extraordinare, editat în 1911 de Editura Cartea Românească din București, în Biblioteca „Minerva”, nr. 118) și de Ion Vinea (publicată sub titlul „Tăcere – O fabulă” în vol. Scrieri alese (vol. I), editat în 1963 de Editura pentru Literatură Universală din București).
Alte traduceri au fost realizate de Liviu Cotrău (publicată în volumul Masca Morții Roșii: schițe, nuvele, povestiri (1831-1842), editat în 2012 de Editura Polirom din Iași) și de Gabriel Mălăescu (publicată sub titlul „Liniște – O fabulă” în volumul Prăbușirea casei Usher, editat în 2013 de Editura MondoRo din București).